# 19a cerimònia dels Lumières
La 19a cerimònia dels Lumières de la Premsa Internacional, va tenir lloc el 20 de gener de 2014 a l'Espace Cardin i estava presidida per Carole Bouquet.

## Guanyadors i nominats
Els guanyadors s'indiquen en negreta.
| Millor pel·lícula - La vida d'Adèle d’Abdellatif Kechiche - 9 Mois ferme d'Albert Dupontel - Grand Central de Rebecca Zlotowski - L'Écume des jours de Michel Gondry - Cròniques diplomàtiques: Quai d'Orsay de Bertrand Tavernier - Renoir de Gilles Bourdos | Millor director - Abdellatif Kechiche per La vida d'Adèle - Gilles Bourdos per Renoir - Albert Dupontel per 9 Mois ferme - Michel Gondry per L'Écume des jours - Bertrand Tavernier per Cròniques diplomàtiques: Quai d'Orsay - Rebecca Zlotowski per Grand Central |
| Millor actor - Guillaume Gallienne pel paper doble de Guillaume i de sa mare a Guillaume i els nois, a taula! - Michel Bouquet pel paper d'Auguste Renoir a Renoir - Guillaume Canet pel paper de Pierre Durand a Jappeloup - Romain Duris pel paper de Colin a L'Écume des jours - Thierry Lhermitte pel paper d'Alexandre Taillard de Worms a Cròniques diplomàtiques: Quai d'Orsay - Tahar Rahim pel paper de Gary a Grand Central | Millor actriu - Léa Seydoux pel paper de Karole a Grand Central i pel paper d'Emma a La vida d'Adèle - Juliette Binoche pel paper de Camille Claudel a Camille Claudel 1915 - Catherine Deneuve pel paper de Bettie a El viatge de la Bettie - Sandrine Kiberlain pel paper d'Ariane Felder a 9 Mois ferme - Emmanuelle Seigner pel paper de Vanda a La Venus de les pells - Christa Theret pel paper de Andrée Heuschling a Renoir |
| Millor actor revelació - Raphaël Personnaz pel seu paper de Vlaminck a Cròniques diplomàtiques: Quai d'Orsay i de Marius a Marius de Daniel Auteuil - Pierre Deladonchamps a L'Inconnu du lac - Paul Hamy a Suzanne - Tewfik Jallab a La Marche - Vincent Macaigne a La Fille du 14 juillet - Niels Schneider a Désordres | Millor actriu revelació - Adèle Exarchopoulos a La vida d'Adèle - Pauline Étienne a La Religieuse - Alice de Lencquesaing a La Tête la première - Candy Ming a Henri - Vimala Pons a La Fille du 14 juillet - Marine Vacth a Jove i bonica |
| Millor pel·lícula francòfona - Les Chevaux de Dieu de Nabil Ayouch - Aujourd'hui d'Alain Gomis - Le Démantèlement de Sébastien Pilote - Dead Man Talking de Patrick Ridremont - Gabrielle de Louise Archambault - Le Repenti de Merzak Allouache | Millor guió - La Venus de les pells – Roman Polanski - Le Passé – Asghar Farhadi - Cròniques diplomàtiques: Quai d'Orsay – Bertrand Tavernier, Christophe Blain i Antonin Baudry - 9 Mois ferme – Albert Dupontel - La Marche – Nabil Ben Yadir - Arrêtez-moi – Jean-Paul Lilienfeld, Jean Teulé |
| Millor primera pel·lícula - Guillaume i els nois, a taula! de Guillaume Gallienne - Beyond the Blood de Guillaume Tauveron - Comme un lion de Samuel Collardey - En solitaire de Christophe Offenstein - La Tête la première d’Amélie van Elmbt - Nous irons vivre ailleurs de Nicolas Karolszyk | Millor fotografia - L'extraordinari viatge de T. S. Spivet - Thomas Hardmeier - Cròniques diplomàtiques: Quai d'Orsay - Jérôme Alméras - L'Écume des jours - Christophe Beaucarne - Une place sur la Terre - Crystel Fournier - Jimmy P. (Psychotherapy of a Plains Indian) - Stéphane Fontaine |
| Premi especial Lumière - * Grand Central de Rebecca Zlotowski | |